# Aguapanela
El agua de panela, aguapanela, agüepanela o aguamiel (en Colombia), papelón (en Venezuela) o agua dulce (en Costa Rica) es una bebida propia de América del Sur y partes de América Central y el Caribe.
Se prepara con panela, la cual se produce con jugo de caña de azúcar solidificado.

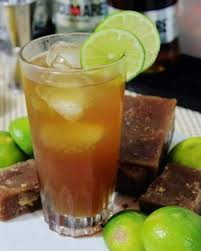
Aguapanela fría con limón, una variante de preparación.

Si bien existen diversas recetas de agua de panela en América del Sur, es especialmente popular en Colombia, gran parte de Venezuela y partes de Brasil, donde se consume como refresco frío con limón exprimido, como té, además de consumirse caliente como base o alternativa para el chocolate caliente o el café.

## Preparación
El agua de panela se prepara sumergiendo trozos de panela en agua y revolviendo esporádicamente hasta que se disuelvan por completo. La bebida se sirve caliente o fría, y a menudo en Venezuela, Colombia, Ecuador y Perú se le suele agregar un chorrito de limón o lima. En algunas regiones, si se consume caliente a veces se le agrega un poco de leche o un trozo de queso en lugar de jugo de frutas.
En algunas regiones de Colombia y Venezuela, el café y el chocolate a veces son preparados con agua de panela en vez de agua y azúcar.

## Usos
Hay quienes afirman que el agua de panela posee efectos benéficos sobre la salud, basados en la creencia que contiene más vitamina C que el jugo de naranja o tantos minerales como una bebida isotónica. También para la creencia popular es una bebida que ayuda en el tratamiento del resfrío.
El agua de panela ha evolucionado de ser una bebida consumida por la clase trabajadora a ser de consumo común en cafeterías en Colombia.